# Astana Fýtbol Klýby 2021
Questa voce raccoglie le informazioni riguardanti l'FC Astana nelle competizioni ufficiali della stagione 2021.

## Maglie e sponsor
Per la stagione 2021, il fornitore tecnico è Adidas, mentre gli sponsor di maglia sono Samruk-Kazyna e Yokohama.
| 1ª divisa | 2ª divisa | 3ª divisa |

## Rosa
| N. |                        | Ruolo | Calciatore                  |
| -- | ---------------------- | ----- | --------------------------- |
| 2  | Serbia (bandiera)      | D     | Antonio Rukavina            |
| 3  | Armenia (bandiera)     | D     | Varazdat Haroyan            |
| 5  | Kazakistan (bandiera)  | D     | Mark Gwrman                 |
| 7  | Bielorussia (bandiera) | C     | Maks Ebong                  |
| 8  | Kazakistan (bandiera)  | C     | Ïslambek Qwat               |
| 9  | Romania (bandiera)     | C     | Dorin Rotariu               |
| 10 | Croazia (bandiera)     | C     | Marin Tomasov               |
| 11 | Armenia (bandiera)     | C     | Tigran Barseġyan            |
| 15 | Kazakistan (bandiera)  | D     | Abzal Beýsebekov (capitano) |
| 17 | Kazakistan (bandiera)  | A     | Abat Aýımbetov              |
| 18 | Kazakistan (bandiera)  | D     | Sagï Sovet                  |
| 19 | Kazakistan (bandiera)  | D     | Lev Skvorcov                |
| 20 | Montenegro (bandiera)  | A     | Fatos Bećiraj               |
| 21 | Spagna (bandiera)      | D     | Cadete                      |
| 22 | Kazakistan (bandiera)  | P     | Dmıtrıı Nepogodov           |
| 24 | Croazia (bandiera)     | D     | Luka Šimunović              |
| 26 | Albania (bandiera)     | D     | Eneo Bitri                  |
| 29 | Kazakistan (bandiera)  | C     | Mädï Jaqıpbayev             |
| 31 | Kazakistan (bandiera)  | P     | Danïl Podımskïý             |
| 33 | Montenegro (bandiera)  | D     | Žarko Tomašević             |

| N. |                                 | Ruolo | Calciatore           |
| -- | ------------------------------- | ----- | -------------------- |
| 34 | Kazakistan (bandiera)           | D     | Ruslan Pistol        |
| 45 | Kazakistan (bandiera)           | A     | Roman Mýrtazaev      |
| 52 | Kazakistan (bandiera)           | D     | Raxat Maratov        |
| 55 | Kazakistan (bandiera)           | P     | Aleksandr Zaruckij   |
| 57 | Kazakistan (bandiera)           | D     | Sanjar Şuraxanov     |
| 58 | Kazakistan (bandiera)           | C     | Azamat Nurjanulı     |
| 63 | Kazakistan (bandiera)           | D     | Dïas Qanatqalı       |
| 65 | Kazakistan (bandiera)           | C     | Meýrambek Kalmırza   |
| 70 | Kazakistan (bandiera)           | C     | Sultan Sağınayev     |
| 72 | Kazakistan (bandiera)           | A     | Stanïslav Basmanov   |
| 77 | Portogallo (bandiera)           | C     | Pedro Eugénio        |
| 80 | Kazakistan (bandiera)           | A     | Vladıslav Prokopenko |
| 82 | Kazakistan (bandiera)           | C     | Aýdos Kumarov        |
| 89 | Kazakistan (bandiera)           | D     | Bawırjan Axayev      |
| 91 | Kazakistan (bandiera)           | C     | Aldaïr Adïlov        |
| 92 | Moldavia (bandiera)             | C     | Valeriu Ciupercă     |
| 94 | Kazakistan (bandiera)           | D     | Yurïý Axanov         |
| 97 | Kazakistan (bandiera)           | A     | Adïlxan Sabır        |
| 99 | Bosnia ed Erzegovina (bandiera) | A     | Semir Smajlagić      |

## Calciomercato

### Sessione invernale
| Acquisti | Acquisti             | Acquisti               | Acquisti      |
| R.       | Nome                 | da                     | Modalità      |
| -------- | -------------------- | ---------------------- | ------------- |
| P        | Aleksandr Zaruckij   | Qaisar                 | svincolato    |
| D        | Cadete               |                        | svincolato    |
| D        | Mark Gwrman          | Qaisar                 | svincolato    |
| D        | Varazdat Haroyan     |                        | svincolato    |
| D        | Dinmuxamed Kaşken    | Qaisar                 | fine prestito |
| D        | Talğat Kwsyapov      | Oqjetpes               | fine prestito |
| D        | Lev Skvorcov         | Atyrau                 | fine prestito |
| D        | Sağï Sovet           | Arys                   | fine prestito |
| C        | Valeriu Ciupercă     | Tambov                 | svincolato    |
| C        | Jaslan Kairkenov     | Atyrau                 | fine prestito |
| C        | Ïslambek Qwat        | Chimki                 | svincolato    |
| A        | Abat Aýımbetov       | Kryl'ja Sovetov Samara | prestito      |
| A        | Roman Mýrtazaev      | Tobyl                  | svincolato    |
| A        | Vladıslav Prokopenko | Aqtöbe                 | fine prestito |
| A        | Semir Smajlagić      | Gorica                 | definitivo    |

| Cessioni | Cessioni               | Cessioni        | Cessioni      |
| R.       | Nome                   | a               | Modalità      |
| -------- | ---------------------- | --------------- | ------------- |
| P        | Nenad Erić             |                 | svincolato    |
| P        | Stanïslav Pavlov       | Tūran Türkistan | svincolato    |
| D        | Dinmuxamed Kaşken      | Aqtöbe          | svincolato    |
| D        | Talğat Kwsyapov        | Kaspıı          | svincolato    |
| D        | Yurïý Logvïnenko       | Rotor           | svincolato    |
| D        | Evgenij Postnikov      |                 | svincolato    |
| D        | Uroš Radaković         | Sparta Praga    | fine prestito |
| D        | Dmïtrïý Şomko          | Rotor           | svincolato    |
| C        | Jaslan Kairkenov       | Atyrau          | prestito      |
| C        | Ivan Maeŭski           | Rotor           | svincolato    |
| C        | Iýrıı Persýh           | Aqtöbe          | prestito      |
| C        | Rúnar Már Sigurjónsson | CFR Cluj        | svincolato    |
| A        | Dïdar Jalmuqan         | Aqtöbe          | svincolato    |
| A        | Ramazan Kárimov        | Kaspıı          | svincolato    |
| A        | Alekseý Şçetkïn        | Rotor           | svincolato    |
| A        | Pieros Sōtīriou        | Ludogorec       | definitivo    |

### Sessione estiva
| Acquisti | Acquisti      | Acquisti         | Acquisti      |
| R.       | Nome          | da               | Modalità      |
| -------- | ------------- | ---------------- | ------------- |
| D        | Eneo Bitri    | Partizani Tirana | svincolato    |
| C        | Pedro Eugénio | Taraz            | definitivo    |
| A        | Fatos Bećiraj | Wisła Cracovia   | svincolato    |
| A        | Rangelo Janga | N.E.C.           | fine prestito |

| Cessioni | Cessioni         | Cessioni         | Cessioni   |
| R.       | Nome             | a                | Modalità   |
| -------- | ---------------- | ---------------- | ---------- |
| D        | Varazdat Haroyan | Cadice           | definitivo |
| C        | Dorin Rotariu    | Ludogorec        | svincolato |
| A        | Rangelo Janga    | Apollōn Limassol | prestito   |
| A        | Roman Mýrtazaev  | Baltika          | svincolato |
| A        | Semir Smajlagić  | Qyzyljar         | prestito   |

## Risultati

### Prem'er Ligasy

#### Girone d'andata
| Arbitro: | Raxïmbayev (Almaty) |

|                            |           |                           |
| Nöserbayev 18’ Tölebek 68’ | Marcatori | 9’ Tomasov 54’ Beýsebekov |

| Arbitro: | Qızılbayev (Aqtöbe) |

|                                |           |  |
| Ebong 17’ Tomasov 45+1’ (rig.) | Marcatori |  |

| Arbitro: | Ïzmaýlov (Taldıqorğan) |

|                      |           |               |
| Tomašević 31’ (aut.) | Marcatori | 83’ Tomašević |

| Arbitro: | Karlïbayev (Oral) |

|                                                               |           |                         |
| Aýımbetov 23’, 64’ Beýsebekov 30’, 36’ Mýrtazaev 90+1’, 90+3’ | Marcatori | 10’ Christian 74’ Bryan |

| Arbitro: | Çesnokov (Öskemen) |

|                 |           |                                                     |
| Tuñğışbayev 22’ | Marcatori | 19’, 60’ Aýımbetov 53’ (rig.) Barseġyan 78’ Tomasov |

| Arbitro: | Sarïev (Oral) |

|                                     |           |           |
| Beýsebekov 4’ Tomasov 65’ Ebong 67’ | Marcatori | 40’ Qasym |

| Arbitro: | Ïzmaýlov (Taldıqorğan) |

|  |           |              |
|  | Marcatori | 19’ Ciupercă |

| Arbitro: | Kwçma (Kökşetaw) |

|              |           |  |
| Barseġyan 5’ | Marcatori |  |

| Arbitro: | Çesnokov (Öskemen) |

|  |           |                         |
|  | Marcatori | 9’ Tomasov 27’ Ciupercă |

| Arbitro: | Sarïev (Oral) |

|  |           |                |
|  | Marcatori | 53’ Beýsebekov |

| Arbitro: | Tevyaşov (Oral) |

|            |           |  |
| Tomasov 4’ | Marcatori |  |

| Arbitro: | Kwçïn (Karaganda) |

|                                 |           |                                                               |
| Potapov 43’ Denković 88’ (rig.) | Marcatori | 31’, 61’ (rig.) Tomasov 36’ Haroyan 45+1’ Ebong 47’ Mýrtazaev |

| Arbitro: | Ïzmaýlov (Taldıqorğan) |

|               |           |                  |
| Barseġyan 87’ | Marcatori | 90+1’ Swyumbayev |

#### Girone di ritorno
| Arbitro: | Çesnokov (Öskemen) |

|                            |           |                            |
| Kwsyapov 52’ Darabayev 61’ | Marcatori | 8’ Barseġyan 30’ Mýrtazaev |

| Arbitro: | Sarïev (Oral) |

|                    |           |             |
| Tomasov 44’ (rig.) | Marcatori | 29’ Nikolić |

| Arbitro: | Gawzer (Petropavl) |

|  |           |                 |
|  | Marcatori | 4’, 35’ Tomasov |

| Arbitro: | Ïzmaýlov (Taldıqorğan) |

|  |           |                            |
|  | Marcatori | 22’ Qaýırov 24’ João Paulo |

| Arbitro: | Baýımbet (Taraz) |

|                                 |           |                        |
| Dračenko 3’ Bušman 9’ Zorić 68’ | Marcatori | 51’ Qwat 85’ Aýımbetov |

| Arbitro: | Karlïbayev (Oral) |

|                                                   |           |                                       |
| Ebong 6’ Ciupercă 26’ Aýımbetov 55’ Barseġyan 77’ | Marcatori | 41’ Svïdïrov 63’ Najaryan 78’ Qıbıraý |

| Arbitro: | Moskovçenko (Pavlodar) |

|  |           |              |
|  | Marcatori | 10’ Ciupercă |

| Arbitro: | Gawzer (Petropavl) |

|                        |           |              |
| Bećiraj 4’ Tomasov 15’ | Marcatori | 19’ Korkiško |

| Arbitro: | Zatwla (Öskemen) |

|                              |           |  |
| Tomasov 1’, 21’ Barseġyan 7’ | Marcatori |  |

| Arbitro: | Moskovçenko (Pavlodar) |

|                |           |                              |
| Jaqsılıqov 37’ | Marcatori | 21’, 39’ Tomasov 56’ Bećiraj |

| Arbitro: | Nurmustafïna (Temirtau) |

|                           |           |  |
| Barseġyan 74’ Tomasov 89’ | Marcatori |  |

| Arbitro: | Çesnokov (Öskemen) |

|            |           |  |
| Kosović 8’ | Marcatori |  |

| Arbitro: | Kwçïn (Karaganda) |

|           |           |                |
| Ebong 11’ | Marcatori | 79’ Nöserbayev |

### Coppa del Kazakistan

#### Fase a gironi
| Qyzylorda 10 luglio 2021, ore 21:00 UTC+5 Gruppo C - 1ª giornata | Qaisar           | 0 – 0 referto | Astana | Stadio Ğanï Muratbayev (0 spett.)\| Arbitro: \| Zatwla (Öskemen) \| |
| Arbitro:                                                         | Zatwla (Öskemen) |               |        |                                                                     |

| Arbitro: | Nojenko (Taldıqorğan) |

|                                                 |           |                             |
| Tomasov 13’ Tañjarıqov 48’ (aut.) Barseġyan 71’ | Marcatori | 45’ Černyšov 80’ Logvïnenko |

| Arbitro: | Raxïmbayev (Almaty) |

|               |           |  |
| Aýımbetov 42’ | Marcatori |  |

| Arbitro: | Gawzer (Petropavl) |

|                                      |           |  |
| Gaščenkov 34’ Imnadze 52’ Kozlov 58’ | Marcatori |  |

| Arbitro: | Ïzmaýlov (Taldıqorğan) |

|              |           |  |
| Barseġyan 2’ | Marcatori |  |

| Arbitro: | Goroxovodackïý (Almaty) |

|               |           |             |
| Samorodov 15’ | Marcatori | 85’ Tomasov |

#### Fase finale
| Arbitro: | Tevyaşov (Oral) |

|                                      |           |                                                           |
| Ebong 4’ Aýımbetov 36’ Tomašević 84’ | Marcatori | 39’ (rig.) Täýkenov 45’ Saxalbayev 90+5’ (rig.) Darabayev |

| Arbitro: | Baýımbet (Taraz) |

|  |           |           |
|  | Marcatori | 116’ Qwat |

| Arbitro: | Gawzer (Petropavl) |

|  |           |                                          |
|  | Marcatori | 45+7’ Dugalić 67’ Kanté 71’ Shýshenachev |

| Arbitro: | Kwçïn (Karaganda) |

|                                           |           |  |
| Kalmırza 64’ (aut.) Kanté 80’ V. Love 86’ | Marcatori |  |

### Conference League

#### Secondo turno preliminare
| Arbitro: | Dankert |

|                  |           |  |
| Tomasov 24’, 70’ | Marcatori |  |

| Arbitro: | Fabbri |

|                        |           |            |
| Manos 36’ L. Sasha 78’ | Marcatori | 120’ Bitri |

#### Terzo turno preliminare
| Arbitro: | Jaccottet |

|          |           |             |
| Udoh 54’ | Marcatori | 90+4’ Bitri |

| Arbitro: | Dabanović |

|                                 |           |                                    |
| Barseġyan 4’, 58’ Aýımbetov 41’ | Marcatori | 53’, 61’, 74’ Rangel 77’ Ikaunieks |

### Supercoppa
| Arbitro: | Moskovçenko (Petropavl) |

|  |           |                             |
|  | Marcatori | 18’ Tomašević 73’ Barseġyan |

| Arbitro: | Ïzmaýlov (Taldıqorğan) |

|                                                 |                      |                                                 |
| Malyj 14’                                       | Marcatori            | 90+1’ Tomasov                                   |
| Mujïqov Amanović Tağıbergen Jovančić Nurğalïyev | Tiri di rigore 5 – 4 | Beýsebekov Ciupercă Mýrtazaev Barseġyan Tomasov |

## Statistiche

### Statistiche di squadra
| Competizione              | Punti | In casa | In casa | In casa | In casa | In casa | In casa | In trasferta | In trasferta | In trasferta | In trasferta | In trasferta | In trasferta | Totale | Totale | Totale | Totale | Totale | Totale | DR  |
| Competizione              | Punti | G       | V       | N       | P       | Gf      | Gs      | G            | V            | N            | P            | Gf           | Gs           | G      | V      | N      | P      | Gf     | Gs     | DR  |
| ------------------------- | ----- | ------- | ------- | ------- | ------- | ------- | ------- | ------------ | ------------ | ------------ | ------------ | ------------ | ------------ | ------ | ------ | ------ | ------ | ------ | ------ | --- |
| Prem'er Ligasy            | 57    | 13      | 9       | 3       | 1       | 27      | 12      | 13           | 8            | 3            | 2            | 26           | 13           | 26     | 17     | 6      | 3      | 53     | 25     | +28 |
| Coppa del Kazakistan      | 11    | 5       | 3       | 1       | 1       | 8       | 8       | 5            | 1            | 2            | 2            | 2            | 7            | 10     | 4      | 3      | 3      | 10     | 15     | -5  |
| Conference League         | -     | 2       | 1       | 0       | 1       | 5       | 4       | 2            | 0            | 1            | 1            | 2            | 3            | 4      | 1      | 1      | 2      | 7      | 7      | 0   |
| Supercoppa del Kazakistan | -     | 0       | 0       | 0       | 0       | 0       | 0       | 2            | 1            | 1            | 0            | 3            | 1            | 2      | 1      | 1      | 0      | 3      | 1      | +2  |
| Totale                    | 68    | 20      | 13      | 4       | 3       | 40      | 24      | 22           | 10           | 7            | 5            | 33           | 24           | 42     | 23     | 11     | 8      | 73     | 48     | +25 |

### Andamento in campionato
| Giornata  | 1 | 2 | 3 | 4 | 5 | 6 | 7 | 8 | 9 | 10 | 11 | 12 | 13 | 14 | 15 | 16 | 17 | 18 | 19 | 20 | 21 | 22 | 23 | 24 | 25 | 26 |
| --------- | - | - | - | - | - | - | - | - | - | -- | -- | -- | -- | -- | -- | -- | -- | -- | -- | -- | -- | -- | -- | -- | -- | -- |
| Luogo     | T | C | T | C | T | C | T | C | T | T  | C  | T  | C  | T  | C  | T  | C  | T  | C  | T  | C  | C  | T  | C  | T  | C  |
| Risultato | N | V | N | V | V | V | V | V | V | V  | V  | V  | N  | N  | N  | V  | P  | P  | V  | V  | V  | V  | V  | V  | P  | N  |
| Posizione | 5 | 2 | 3 | 2 | 1 | 1 | 1 | 1 | 1 | 1  | 1  | 1  | 1  | 1  | 1  | 1  | 2  | 2  | 2  | 2  | 1  | 1  | 1  | 1  | 2  | 2  |

Legenda:

Luogo: C = Casa; T = Trasferta. Risultato: V = Vittoria; N = Pareggio; P = Sconfitta.

### Statistiche dei giocatori
Sono in corsivo i calciatori che hanno lasciato la società a stagione in corso.
| Giocatore     | Qazaqstan Prem'er Ligasy | Qazaqstan Prem'er Ligasy | Qazaqstan Prem'er Ligasy | Qazaqstan Prem'er Ligasy | Coppa del Kazakistan | Coppa del Kazakistan | Coppa del Kazakistan | Coppa del Kazakistan | UEFA Conference League | UEFA Conference League | UEFA Conference League | UEFA Conference League | Supercoppa del Kazakistan | Supercoppa del Kazakistan | Supercoppa del Kazakistan | Supercoppa del Kazakistan | Totale   | Totale | Totale      | Totale     |
| Giocatore     | Presenze                 | Reti                     | Ammonizioni              | Espulsioni               | Presenze             | Reti                 | Ammonizioni          | Espulsioni           | Presenze               | Reti                   | Ammonizioni            | Espulsioni             | Presenze                  | Reti                      | Ammonizioni               | Espulsioni                | Presenze | Reti   | Ammonizioni | Espulsioni |
| ------------- | ------------------------ | ------------------------ | ------------------------ | ------------------------ | -------------------- | -------------------- | -------------------- | -------------------- | ---------------------- | ---------------------- | ---------------------- | ---------------------- | ------------------------- | ------------------------- | ------------------------- | ------------------------- | -------- | ------ | ----------- | ---------- |
| A. Adilov     | 0                        | 0                        | 0                        | 0                        | 1                    | 0                    | 0                    | 0                    | 0                      | 0                      | 0                      | 0                      | 0                         | 0                         | 0                         | 0                         | 1        | 0      | 0           | 0          |
| Y. Axanov     | 0                        | 0                        | 0                        | 0                        | 2                    | 0                    | 0                    | 0                    | 0                      | 0                      | 0                      | 0                      | 0                         | 0                         | 0                         | 0                         | 2        | 0      | 0           | 0          |
| B. Axayev     | 0                        | 0                        | 0                        | 0                        | 1                    | 0                    | 0                    | 0                    | 0                      | 0                      | 0                      | 0                      | 0                         | 0                         | 0                         | 0                         | 1        | 0      | 0           | 0          |
| A. Aýımbetov  | 14                       | 6                        | 2                        | 0                        | 7                    | 2                    | 0                    | 0                    | 2                      | 1                      | 1                      | 0                      | 0                         | 0                         | 0                         | 0                         | 23       | 9      | 3           | 0          |
| T. Barseġyan  | 24                       | 7                        | 5                        | 0                        | 5                    | 2                    | 2                    | 0                    | 4                      | 2                      | 1                      | 0                      | 2                         | 1                         | 1                         | 0                         | 35       | 12     | 9           | 0          |
| S. Basmanov   | 4                        | 0                        | 1                        | 0                        | 7                    | 0                    | 0                    | 0                    | 0                      | 0                      | 0                      | 0                      | 0                         | 0                         | 0                         | 0                         | 11       | 0      | 1           | 0          |
| F. Bećiraj    | 6                        | 2                        | 0                        | 0                        | 7                    | 0                    | 2                    | 0                    | 3                      | 0                      | 0                      | 0                      | 0                         | 0                         | 0                         | 0                         | 16       | 2      | 2           | 0          |
| A. Berezuckïý | 0                        | 0                        | 0                        | 0                        | 1                    | 0                    | 0                    | 0                    | 0                      | 0                      | 0                      | 0                      | 0                         | 0                         | 0                         | 0                         | 1        | 0      | 0           | 0          |
| A. Beýsebekov | 24                       | 5                        | 3                        | 0                        | 4                    | 0                    | 3                    | 0                    | 4                      | 0                      | 0                      | 0                      | 2                         | 0                         | 0                         | 0                         | 34       | 5      | 6           | 0          |
| E. Bitri      | 6                        | 0                        | 0                        | 0                        | 6                    | 0                    | 1                    | 0                    | 4                      | 2                      | 0                      | 0                      | 0                         | 0                         | 0                         | 0                         | 16       | 2      | 1           | 0          |
| Cadete        | 20                       | 0                        | 1                        | 0                        | 7                    | 0                    | 2                    | 0                    | 2                      | 0                      | 1                      | 0                      | 0                         | 0                         | 0                         | 0                         | 29       | 0      | 4           | 0          |
| V. Ciupercă   | 23                       | 3                        | 6                        | 0                        | 4                    | 0                    | 2                    | 1                    | 4                      | 0                      | 1                      | 0                      | 2                         | 1                         | 0                         | 0                         | 33       | 4      | 9           | 1          |
| M. Ebong      | 19                       | 4                        | 2                        | 0                        | 3                    | 1                    | 2                    | 0                    | 4                      | 0                      | 1                      | 1                      | 2                         | 0                         | 0                         | 0                         | 28       | 5      | 5           | 1          |
| P. Eugénio    | 3                        | 0                        | 0                        | 0                        | 5                    | 0                    | 0                    | 0                    | 4                      | 0                      | 0                      | 0                      | 0                         | 0                         | 0                         | 0                         | 12       | 0      | 0           | 0          |
| M. Gwrman     | 10                       | 0                        | 2                        | 0                        | 7                    | 0                    | 1                    | 1                    | 3                      | 0                      | 2                      | 1                      | 0                         | 0                         | 0                         | 0                         | 20       | 0      | 5           | 2          |
| V. Haroyan    | 13                       | 1                        | 4                        | 0                        | 0                    | 0                    | 0                    | 0                    | 0                      | 0                      | 0                      | 0                      | 2                         | 0                         | 0                         | 0                         | 15       | 1      | 4           | 0          |
| M. Jaqıpbayev | 0                        | 0                        | 0                        | 0                        | 0                    | 0                    | 0                    | 0                    | 0                      | 0                      | 0                      | 0                      | 0                         | 0                         | 0                         | 0                         | 0        | 0      | 0           | 0          |
| M. Kalmırza   | 0                        | 0                        | 0                        | 0                        | 7                    | 0                    | 2                    | 1                    | 0                      | 0                      | 0                      | 0                      | 0                         | 0                         | 0                         | 0                         | 7        | 0      | 2           | 1          |
| A. Kumarov    | 0                        | 0                        | 0                        | 0                        | 1                    | 0                    | 0                    | 0                    | 0                      | 0                      | 0                      | 0                      | 0                         | 0                         | 0                         | 0                         | 1        | 0      | 0           | 0          |
| R. Maratov    | 0                        | 0                        | 0                        | 0                        | 2                    | 0                    | 0                    | 0                    | 0                      | 0                      | 0                      | 0                      | 0                         | 0                         | 0                         | 0                         | 2        | 0      | 0           | 0          |
| R. Mýrtazaev  | 18                       | 4                        | 1                        | 0                        | 1                    | 0                    | 0                    | 0                    | 0                      | 0                      | 0                      | 0                      | 2                         | 0                         | 0                         | 0                         | 21       | 4      | 1           | 0          |
| D. Nepohodov  | 19                       | -21                      | 2                        | 0                        | 3                    | -8                   | 0                    | 0                    | 4                      | -7                     | 0                      | 0                      | 2                         | -1                        | 0                         | 0                         | 28       | -37    | 2           | 0          |
| A. Nurjanulı  | 0                        | 0                        | 0                        | 0                        | 2                    | 0                    | 0                    | 0                    | 0                      | 0                      | 0                      | 0                      | 0                         | 0                         | 0                         | 0                         | 2        | 0      | 0           | 0          |
| R. Pistol     | 0                        | 0                        | 0                        | 0                        | 1                    | 0                    | 0                    | 0                    | 0                      | 0                      | 0                      | 0                      | 0                         | 0                         | 0                         | 0                         | 1        | 0      | 0           | 0          |
| D. Podımskïý  | 0                        | 0                        | 0                        | 0                        | 1                    | -3                   | 0                    | 0                    | 0                      | 0                      | 0                      | 0                      | 0                         | 0                         | 0                         | 0                         | 1        | -3     | 0           | 0          |
| V. Prokopenko | 10                       | 0                        | 0                        | 0                        | 8                    | 0                    | 1                    | 0                    | 0                      | 0                      | 0                      | 0                      | 0                         | 0                         | 0                         | 0                         | 18       | 0      | 1           | 0          |
| D. Qanatqalı  | 0                        | 0                        | 0                        | 0                        | 1                    | 0                    | 0                    | 0                    | 0                      | 0                      | 0                      | 0                      | 0                         | 0                         | 0                         | 0                         | 1        | 0      | 0           | 0          |
| Ï. Qwat       | 22                       | 1                        | 7                        | 0                        | 6                    | 1                    | 2                    | 0                    | 5                      | 0                      | 3                      | 0                      | 0                         | 0                         | 0                         | 0                         | 33       | 2      | 12          | 0          |
| D. Rotariu    | 1                        | 0                        | 0                        | 0                        | 0                    | 0                    | 0                    | 0                    | 0                      | 0                      | 0                      | 0                      | 0                         | 0                         | 0                         | 0                         | 1        | 0      | 0           | 0          |
| A. Rukavina   | 24                       | 0                        | 5                        | 0                        | 3                    | 0                    | 0                    | 0                    | 4                      | 0                      | 0                      | 0                      | 2                         | 0                         | 0                         | 0                         | 33       | 0      | 5           | 0          |
| A. Sabır      | 0                        | 0                        | 0                        | 0                        | 1                    | 0                    | 0                    | 0                    | 0                      | 0                      | 0                      | 0                      | 0                         | 0                         | 0                         | 0                         | 1        | 0      | 0           | 0          |
| S. Sağınayev  | 15                       | 0                        | 1                        | 0                        | 7                    | 0                    | 4                    | 0                    | 1                      | 0                      | 0                      | 0                      | 0                         | 0                         | 0                         | 0                         | 23       | 0      | 5           | 0          |
| L. Šimunović  | 24                       | 0                        | 4                        | 0                        | 7                    | 0                    | 1                    | 0                    | 3                      | 0                      | 1                      | 1                      | 2                         | 0                         | 1                         | 0                         | 36       | 0      | 7           | 1          |
| L. Skvorcov   | 1                        | 0                        | 0                        | 0                        | 5                    | 0                    | 2                    | 0                    | 0                      | 0                      | 0                      | 0                      | 0                         | 0                         | 0                         | 0                         | 6        | 0      | 2           | 0          |
| S. Smajlagić  | 11                       | 0                        | 2                        | 0                        | 0                    | 0                    | 0                    | 0                    | 0                      | 0                      | 0                      | 0                      | 2                         | 1                         | 0                         | 0                         | 13       | 1      | 2           | 0          |
| S. Sovet      | 7                        | 0                        | 1                        | 0                        | 4                    | 0                    | 1                    | 0                    | 0                      | 0                      | 0                      | 0                      | 2                         | 0                         | 1                         | 0                         | 13       | 0      | 3           | 0          |
| S. Şuraxanov  | 0                        | 0                        | 0                        | 0                        | 3                    | 0                    | 0                    | 0                    | 0                      | 0                      | 0                      | 0                      | 0                         | 0                         | 0                         | 0                         | 3        | 0      | 0           | 0          |
| Ž. Tomašević  | 20                       | 1                        | 2                        | 0                        | 4                    | 1                    | 3                    | 0                    | 4                      | 0                      | 0                      | 0                      | 2                         | 1                         | 0                         | 0                         | 30       | 3      | 5           | 0          |
| M. Tomasov    | 23                       | 17                       | 5                        | 0                        | 6                    | 2                    | 0                    | 0                    | 3                      | 2                      | 0                      | 0                      | 2                         | 1                         | 0                         | 0                         | 34       | 22     | 5           | 0          |
| A. Zaruckij   | 6                        | -3                       | 0                        | 0                        | 7                    | -4                   | 0                    | 0                    | 1                      | 0                      | 0                      | 0                      | 1                         | 0                         | 0                         | 0                         | 15       | -7     | 0           | 0          |